# Brit Award para Grupo Internacional
O Brit Award para Grupo Internacional (no original em inglês: Brit Award for International Group) é um prêmio concedido pela British Phonographic Industry (BPI), uma organização que representa gravadoras e artistas no Reino Unido. O prêmio é apresentado no Brit Awards, uma celebração anual da música britânica e internacional. Os vencedores e indicados são determinados pela academia de votação do Brit Awards com mais de mil membros, que incluem gravadoras, editoras, gerentes, agentes, mídia e vencedores e indicados anteriores.
O prêmio de Grupo Internacional foi vencido pelo U2 várias vezes, com cinco vitórias. No geral, artistas dos Estados Unidos foram os que mais receberam prêmios, com 20 vitórias. Dave Grohl, Jay-Z e Beyoncé são os únicos artistas a serem indicados para trabalhos em diferentes grupos (Grohl para Nirvana e Foo Fighters, Beyoncé por Destiny's Child e The Carters, Jay-Z como parte de uma dupla com Kanye West e os já mencionados The Carters).

## Vencedores e indicados
| Ano  | Vencedor                | Indicados                                                                                   | Ref.            |
| ---- | ----------------------- | ------------------------------------------------------------------------------------------- | --------------- |
| 1986 | Huey Lewis and the News | - The Cars - Kool & the Gang - Talking Heads - ZZ Top                                       | [ 4 ]           |
| 1987 | The Bangles             | - A-ha - Bon Jovi - Cameo - Huey Lewis and the News                                         | [ 5 ]           |
| 1988 | U2                      | - Bon Jovi - Fleetwood Mac - Heart - Los Lobos                                              | [ 6 ]           |
| 1989 | U2                      | - Bon Jovi - Fleetwood Mac - INXS - Womack & Womack                                         | [ 7 ]           |
| 1990 | U2                      | - Bon Jovi - De La Soul - Guns N' Roses - Gipsy Kings - Milli Vanilli                       | [ 8 ]           |
| 1991 | INXS                    | - The B-52's - De La Soul - Faith No More - Roxette                                         | [ 9 ]           |
| 1992 | R.E.M.                  | - Extreme - Guns N' Roses - INXS - U2                                                       | [ 10 ]          |
| 1993 | R.E.M.                  | - Crowded House - En Vogue - Nirvana - U2                                                   | [ 11 ]          |
| 1994 | Crowded House           | - Nirvana - Pearl Jam - Spin Doctors - U2                                                   | [ 12 ]          |
| 1995 | R.E.M.                  | - Counting Crows - The Cranberries - Crash Test Dummies - Neil Young & Crazy Horse          | [ 13 ]          |
| 1996 | Bon Jovi                | - Foo Fighters - Garbage - Green Day - TLC                                                  | [ 14 ]          |

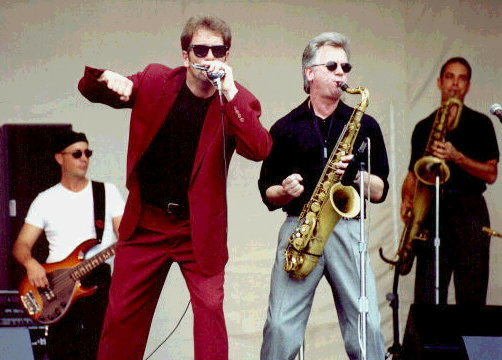
Vencedor inaugural Huey Lewis and the News

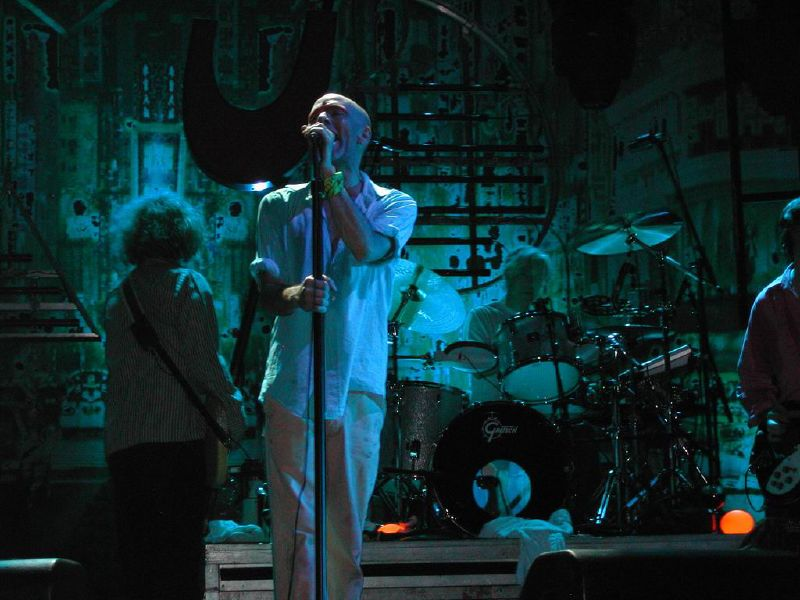
R.E.M. venceu o prêmio três vezes

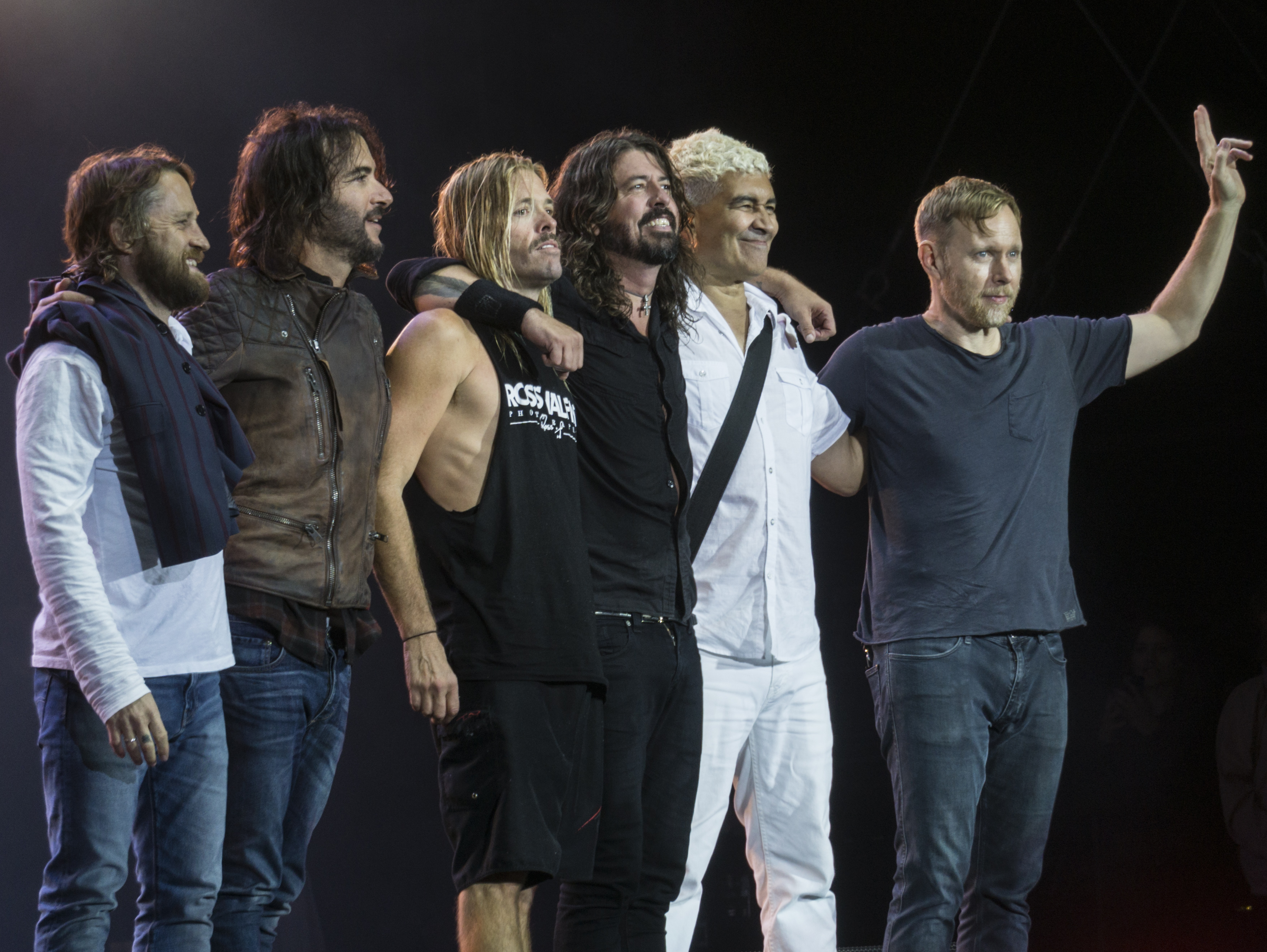
Foo Fighters venceu o prêmio quatro vezes

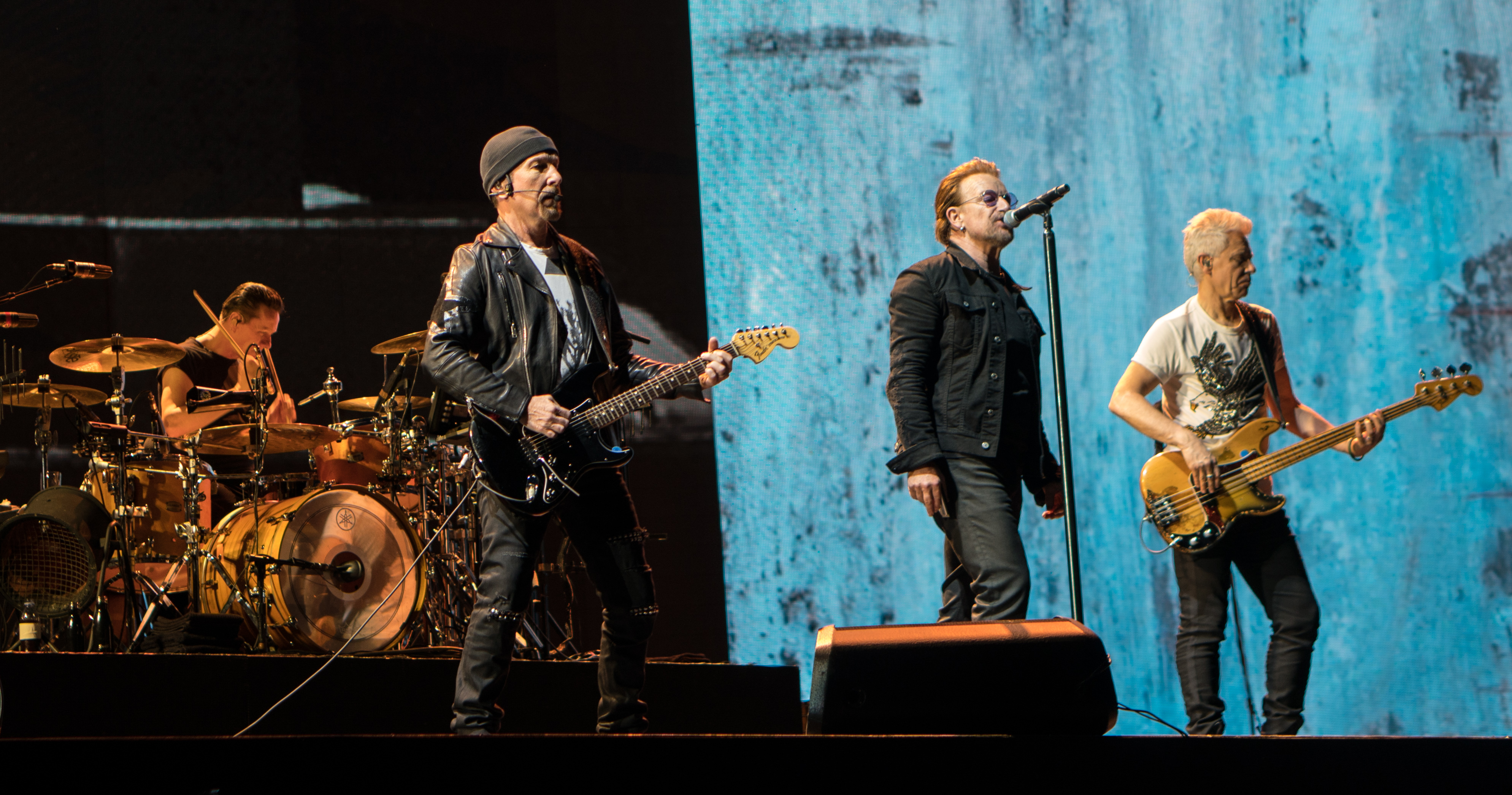
U2 venceu o prêmio cinco vezes

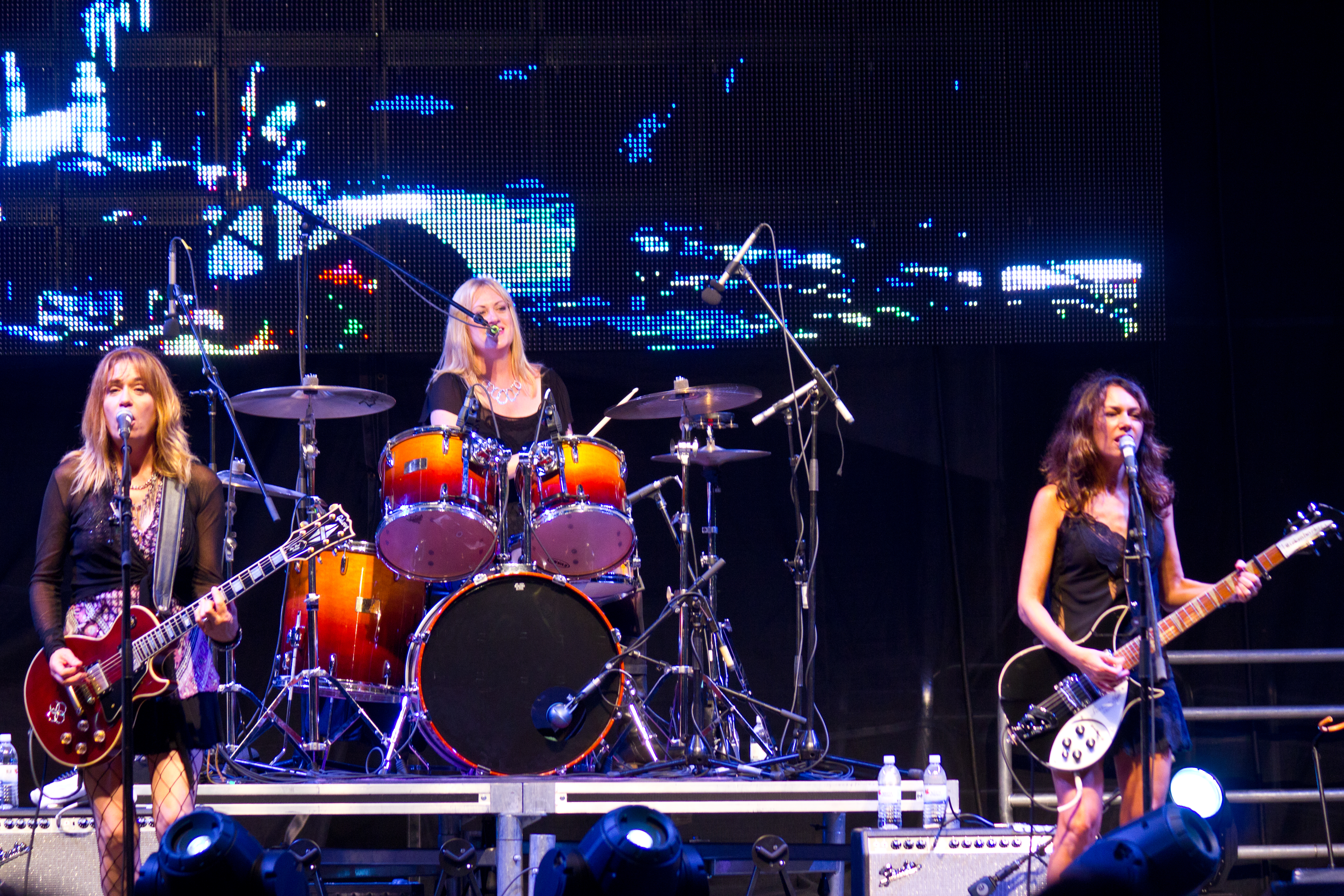
The Bangles venceu o prêmio de 1987

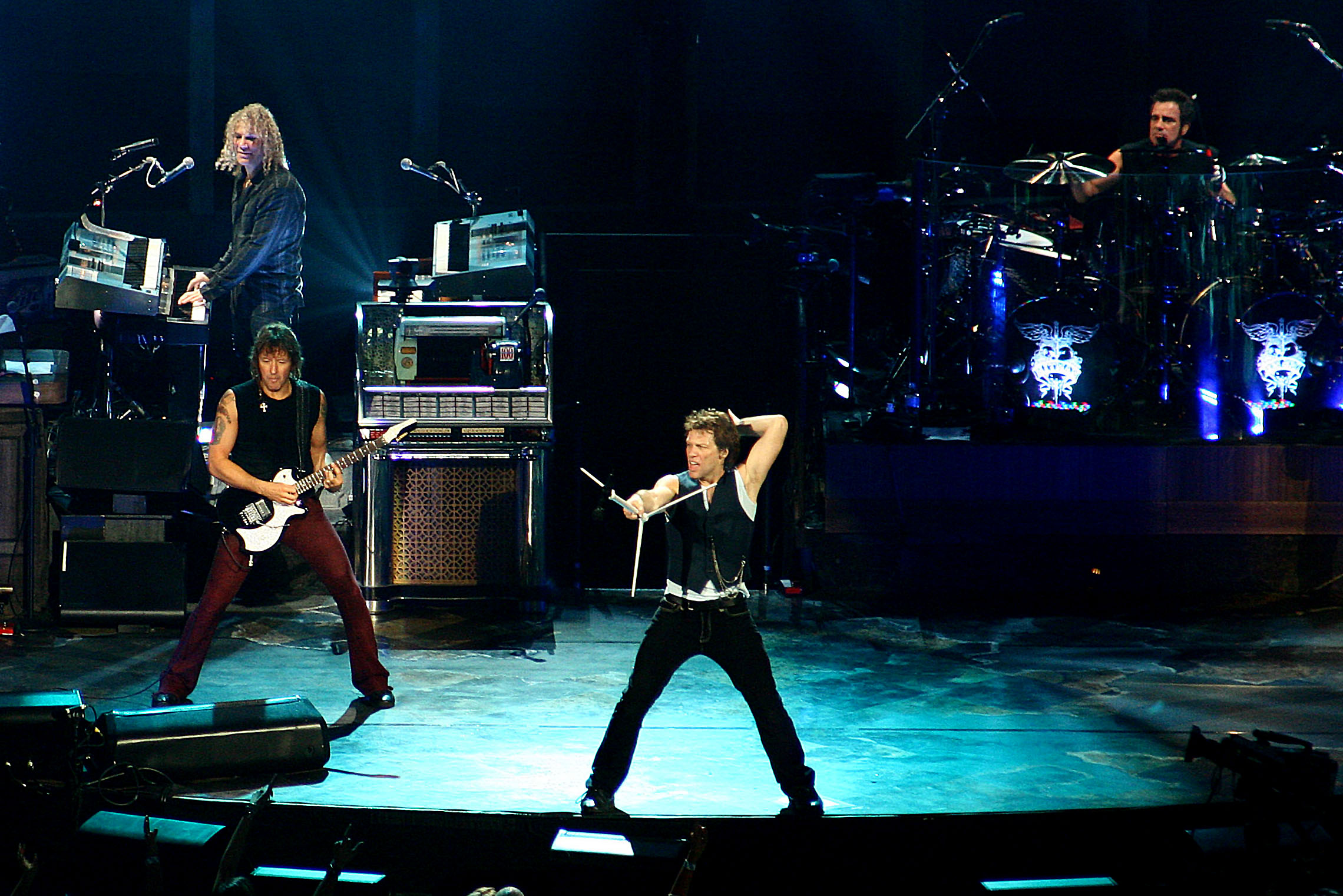
Bon Jovi venceu o prêmio de 1996

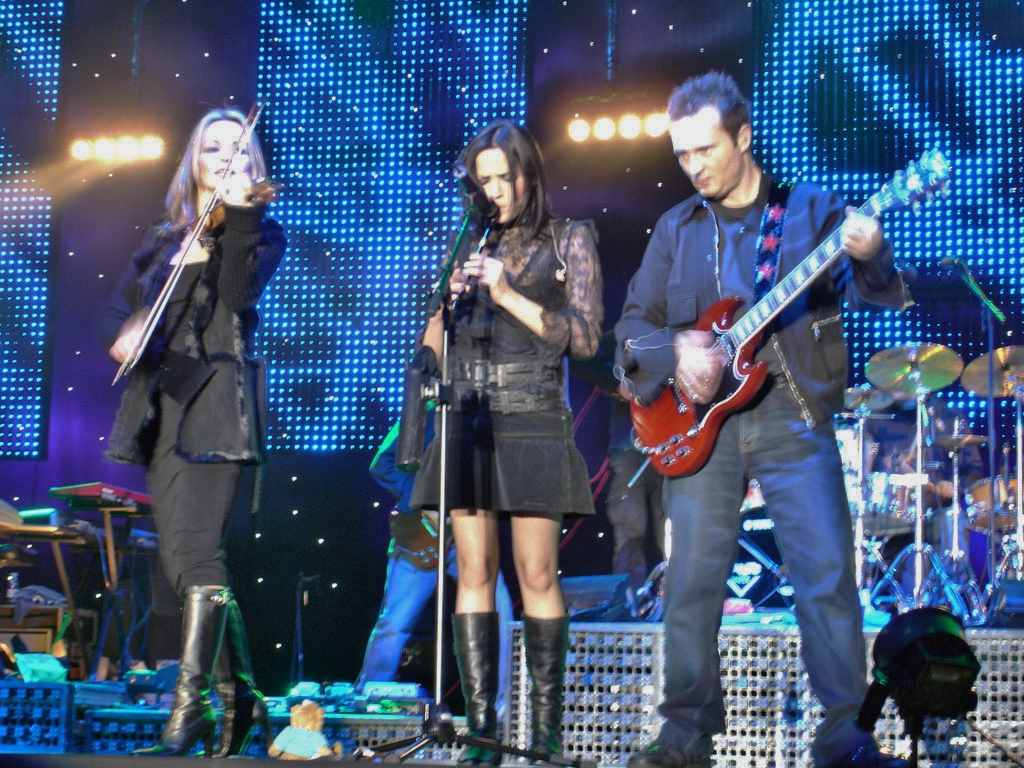
The Corrs venceu o prêmio de 1996

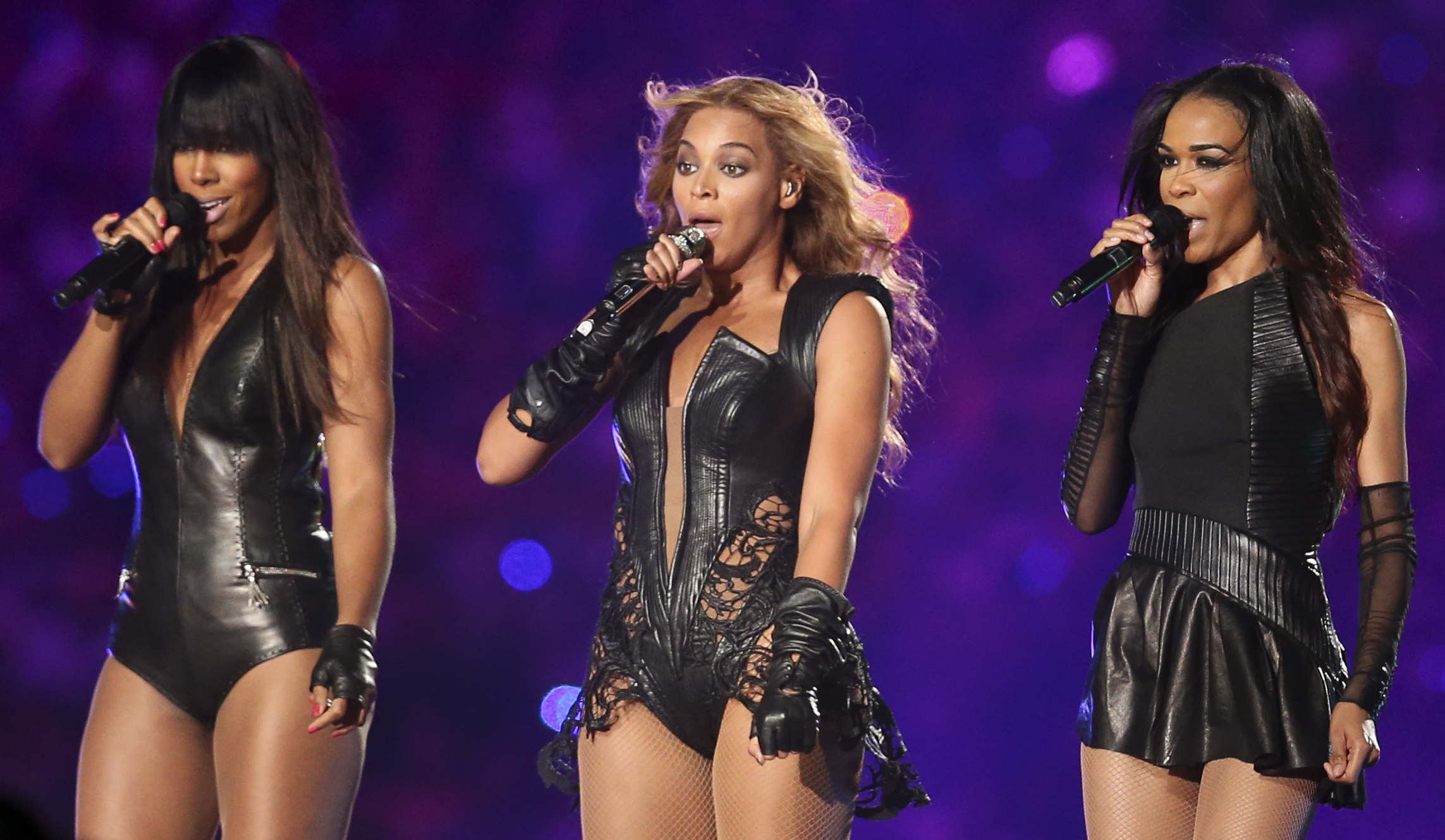
Destiny's Child venceu o prêmio de 2002

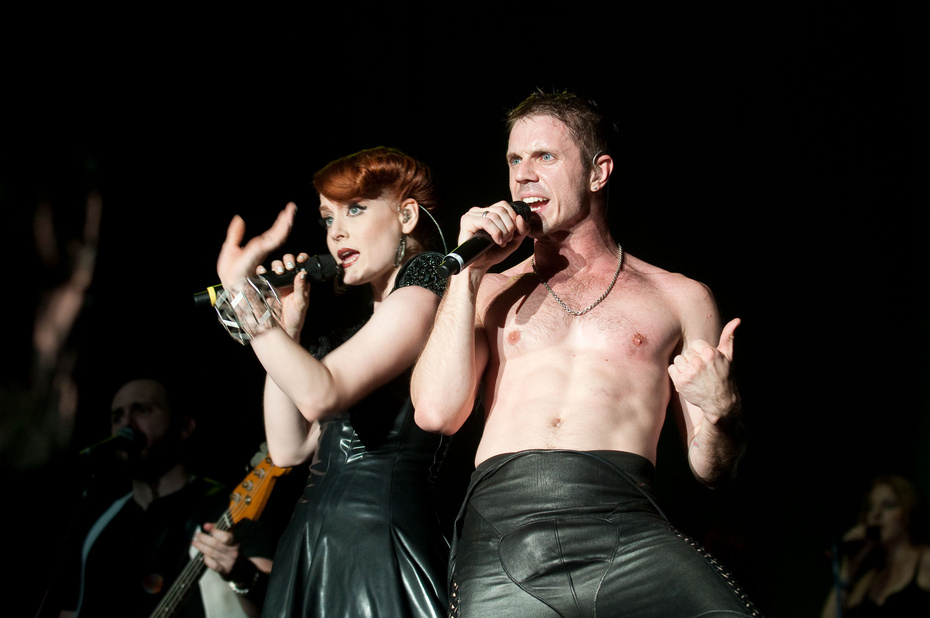
Scissor Sisters venceu o prêmio de 2005

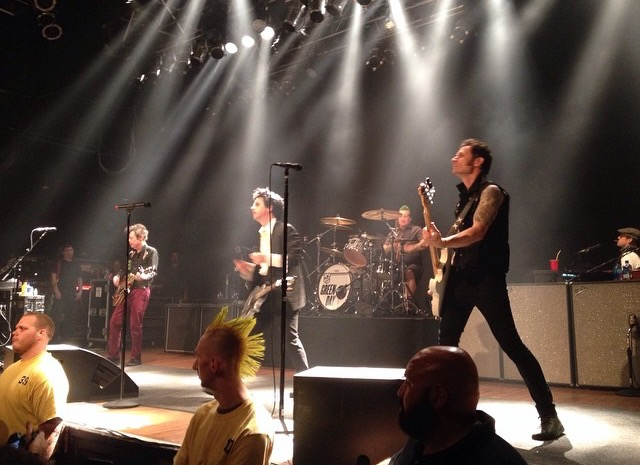
Green Day venceu o prêmio de 2006

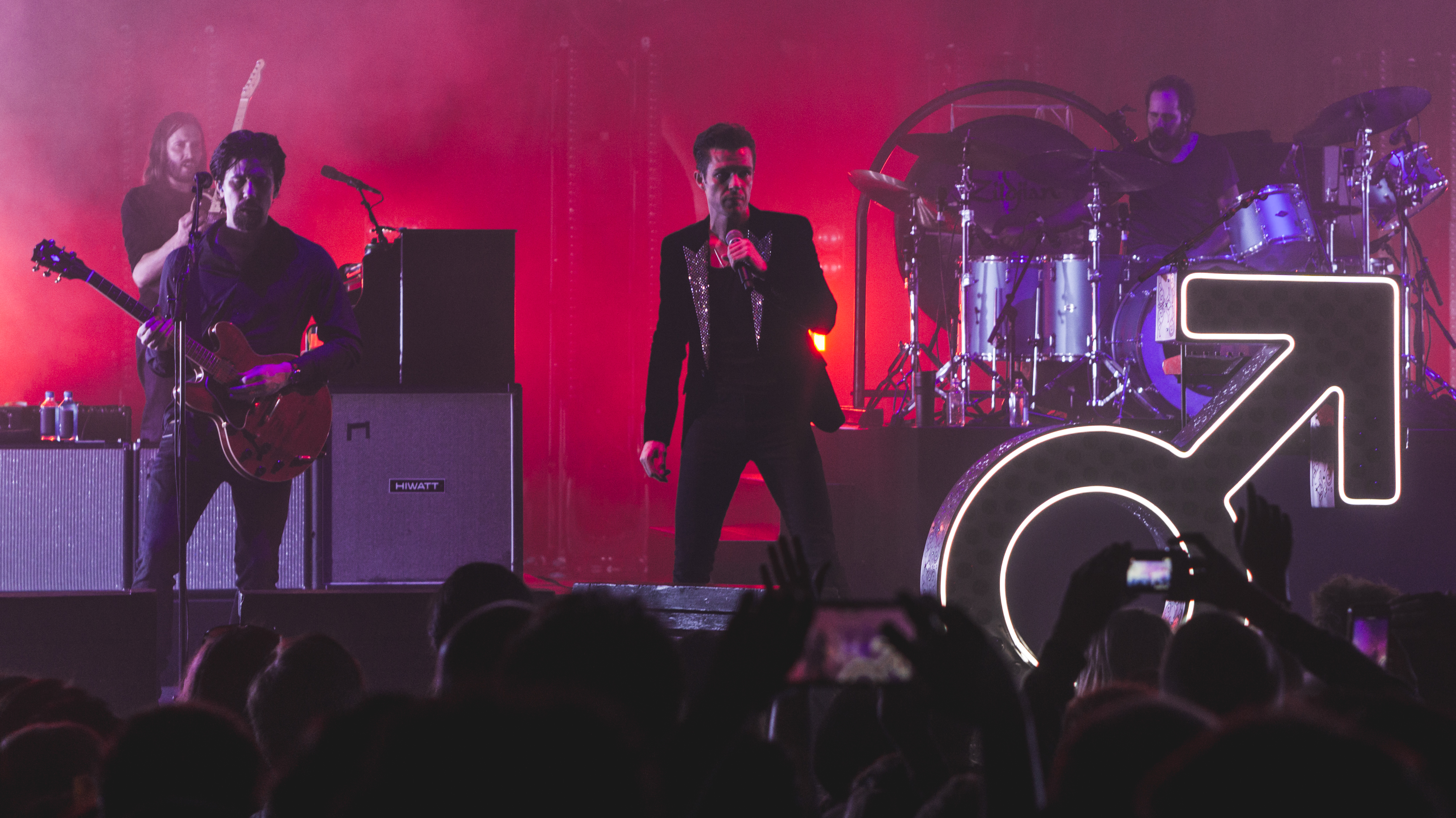
The Killers venceu o prêmio de 2007

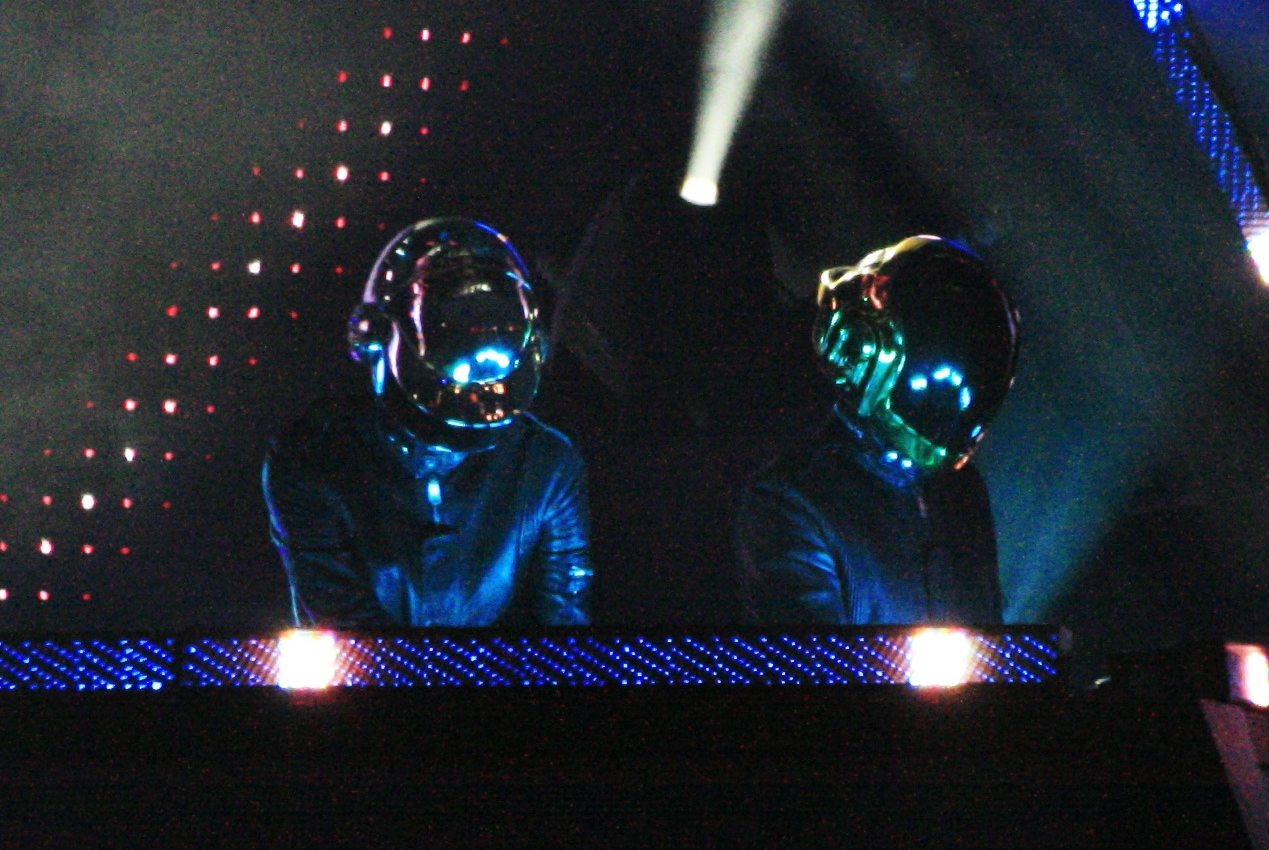
Daft Punk venceu o prêmio de 2014

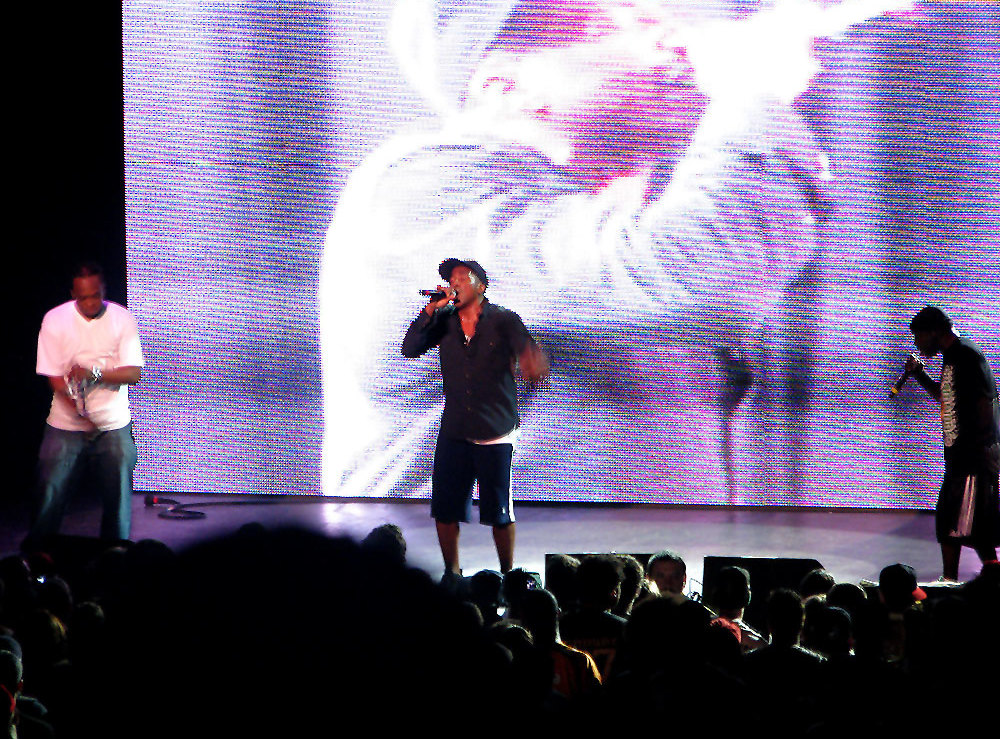
A Tribe Called Quest venceu o prêmio de 2017

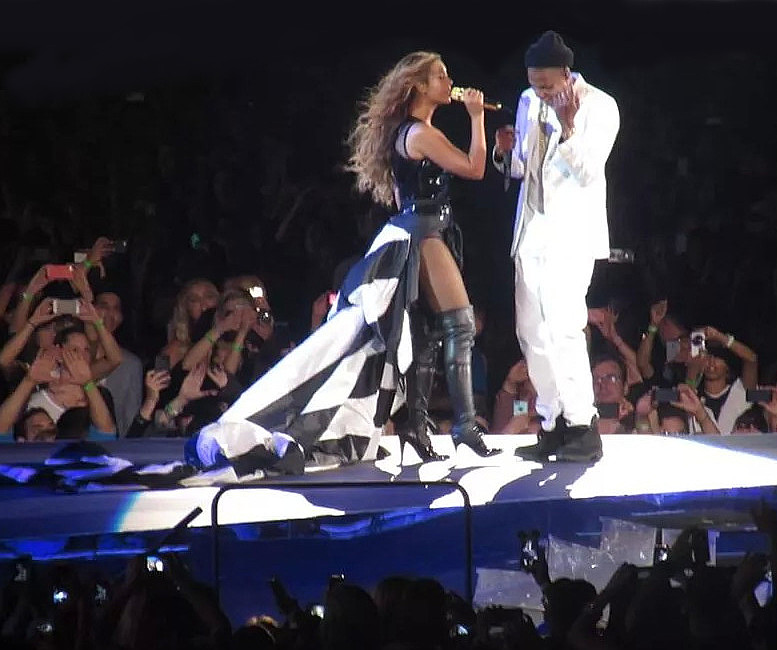
The Carters venceu o prêmio de 2019

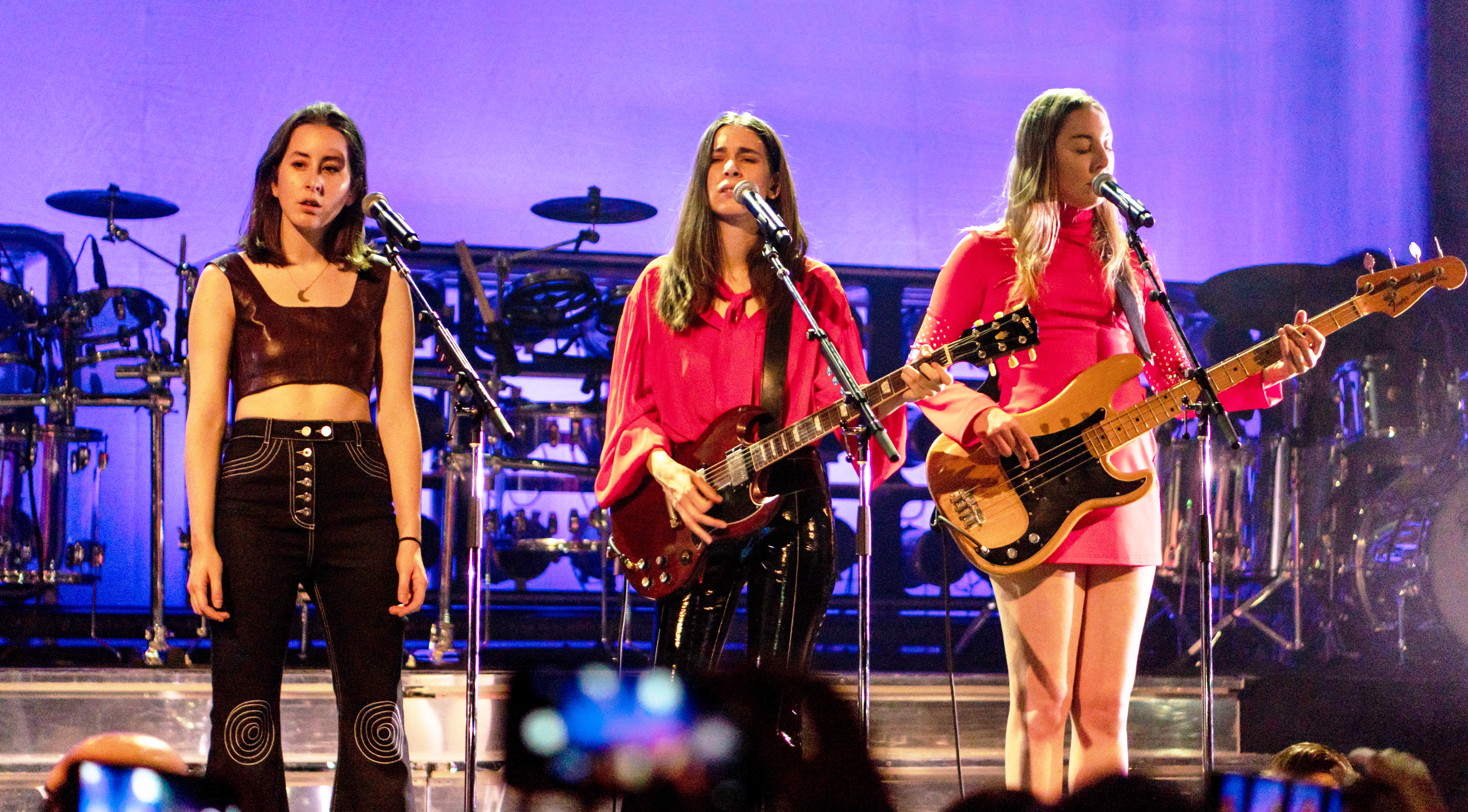
Haim venceu o prêmio de 2021

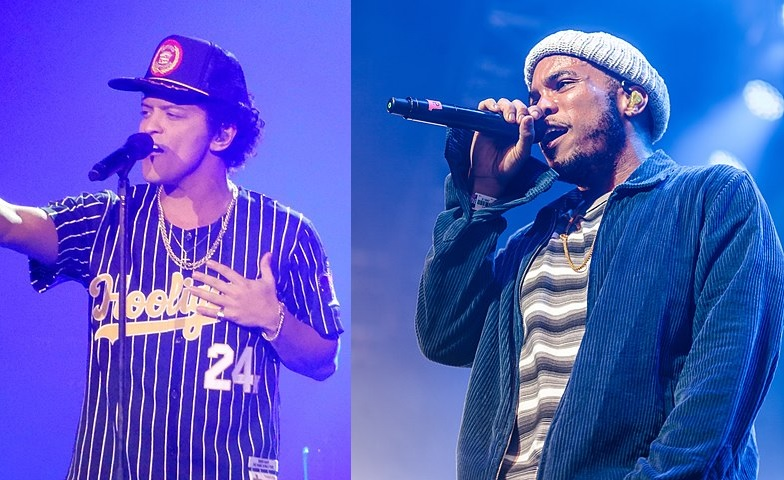
Silk Sonic venceu o prêmio de 2022

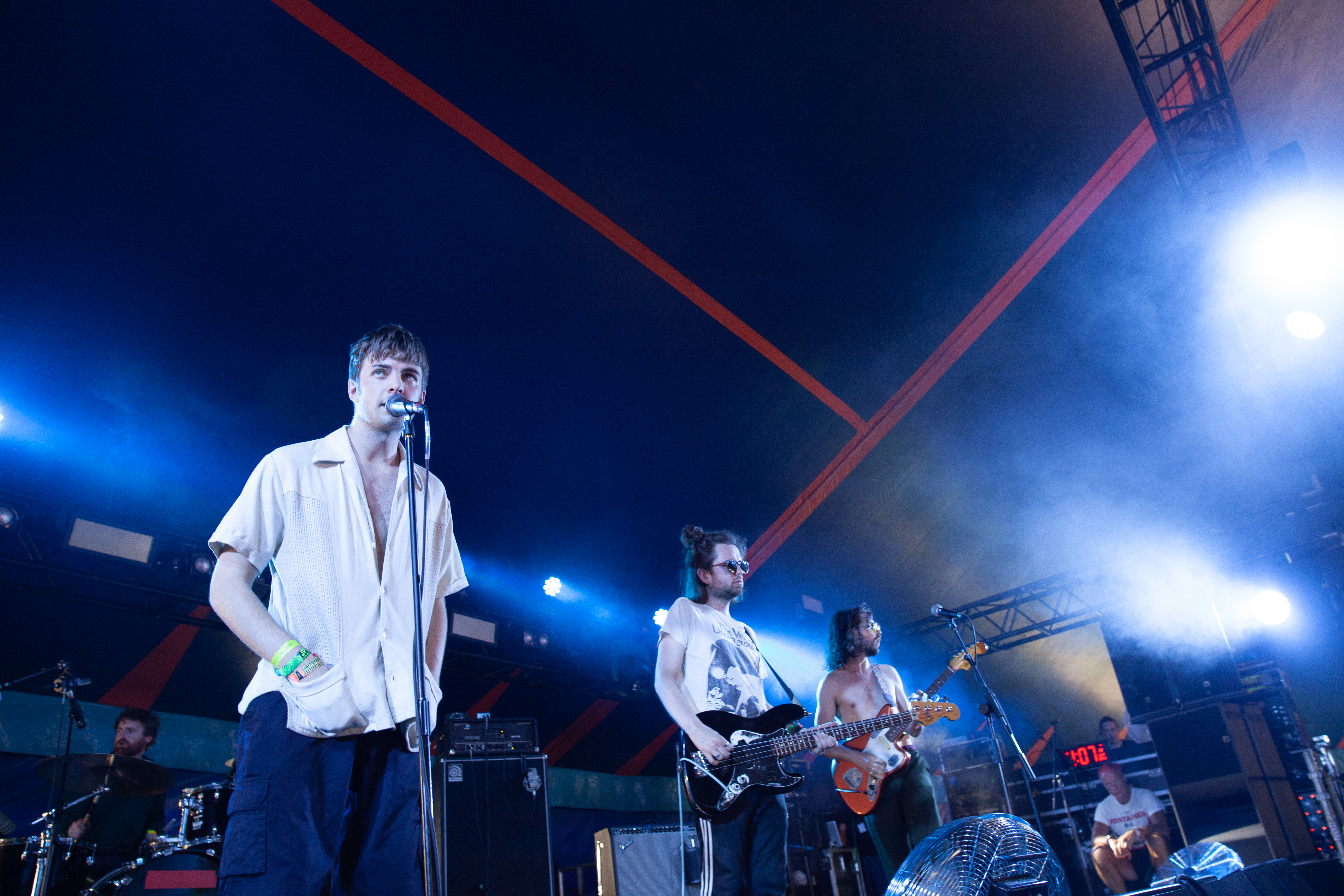
Fontaines D.C. venceu o prêmio duas vezes

| 1997 | Fugees                  | - Boyzone - The Presidents of the United States of America - R.E.M. - The Smashing Pumpkins | [ 15 ]          |
| 1998 | U2                      | - Daft Punk - Eels - Hanson - No Doubt                                                      | [ 16 ]          |
| 1999 | The Corrs               | - Air - Beastie Boys - Fun Lovin' Criminals - R.E.M.                                        | [ 17 ]          |
| 2000 | TLC                     | - Beastie Boys - The Cardigans - Mercury Rev - Red Hot Chili Peppers                        | [ 18 ]          |
| 2001 | U2                      | - The Corrs - Santana - Savage Garden - Westlife                                            | [ 19 ]          |
| 2002 | Destiny's Child         | - Daft Punk - Limp Bizkit - R.E.M. - The Strokes                                            | [ 20 ]          |
| 2003 | Red Hot Chili Peppers   | - Foo Fighters - Nickelback - Röyksopp - The White Stripes                                  | [ 21 ]          |
| 2004 | The White Stripes       | - The Black Eyed Peas - Kings of Leon - Outkast - The Strokes                               | [ 22 ]          |
| 2005 | Scissor Sisters         | - Green Day - Maroon 5 - Outkast - U2                                                       | [ 23 ]          |
| 2006 | Green Day               | - Arcade Fire - The Black Eyed Peas - U2 - The White Stripes                                | [ 24 ]          |
| 2007 | The Killers             | - The Flaming Lips - Gnarls Barkley - Red Hot Chili Peppers - Scissor Sisters               | [ 25 ]          |
| 2008 | Foo Fighters            | - Arcade Fire - Eagles - Kings of Leon - The White Stripes                                  | [ 26 ]          |
| 2009 | Kings of Leon           | - AC/DC - Fleet Foxes - The Killers - MGMT                                                  | [ 27 ]          |
| 2010 | Não apresentado         | Não apresentado                                                                             | Não apresentado |
| 2011 | Arcade Fire             | - The Black Eyed Peas - Kings of Leon - The Script - Vampire Weekend                        | [ 28 ]          |
| 2012 | Foo Fighters            | - Fleet Foxes - Jay-Z & Kanye West - Lady Antebellum - Maroon 5                             | [ 29 ]          |
| 2013 | The Black Keys          | - Alabama Shakes - Fun - The Killers - The Script                                           | [ 30 ]          |
| 2014 | Daft Punk               | - Arcade Fire - Haim - Kings of Leon - Macklemore & Ryan Lewis                              | [ 31 ]          |
| 2015 | Foo Fighters            | - 5 Seconds of Summer - The Black Keys - First Aid Kit - The War on Drugs                   | [ 32 ]          |
| 2016 | Tame Impala             | - Alabama Shakes - Eagles of Death Metal - Major Lazer - U2                                 | [ 33 ]          |
| 2017 | A Tribe Called Quest    | - Drake & Future - Kings of Leon - Nick Cave and the Bad Seeds - Twenty One Pilots          | [ 34 ]          |
| 2018 | Foo Fighters            | - Arcade Fire - Haim - The Killers - LCD Soundsystem                                        | [ 35 ]          |
| 2019 | The Carters             | - Brockhampton - Chic - First Aid Kit - Twenty One Pilots                                   | [ 36 ]          |
| 2020 | Não apresentado         | Não apresentado                                                                             | Não apresentado |
| 2021 | Haim                    | - BTS - Fontaines D.C. - Foo Fighters - Run the Jewels                                      | [ 37 ]          |
| 2022 | Silk Sonic              | - ABBA - BTS - Måneskin - The War on Drugs                                                  | [ 38 ]          |
| 2023 | Fontaines D.C.          | - Blackpink - Drake e 21 Savage - First Aid Kit - Gabriels                                  | [ 39 ]          |
| 2024 | Boygenius               | - Blink-182 - Foo Fighters - Gabriels - Paramore                                            | [ 40 ]          |
| 2025 | Fontaines D.C.          | - Amyl and the Sniffers - Confidence Man - Future and Metro Boomin - Linkin Park            | [ 41 ]          |

## Artistas com várias indicações e prêmios
| Indicações   | Artista                 |
| ------------ | ----------------------- |
| 11           | U2                      |
| 7            |                         |
| Foo Fighters |                         |
| 6            | Kings of Leon           |
| 6            | R.E.M.                  |
| 5            | Arcade Fire             |
| 5            | Bon Jovi                |
| 4            | The Killers             |
| 4            | The White Stripes       |
| 3            | The Black Eyed Peas     |
| 3            | Daft Punk               |
| 3            | Green Day               |
| 3            | Haim                    |
| 3            | INXS                    |
| 3            | Red Hot Chili Peppers   |
| 2            | Alabama Shakes          |
| 2            | Beastie Boys            |
| 2            | The Black Keys          |
| 2            | BTS                     |
| 2            | The Corrs               |
| 2            | Crowded House           |
| 2            | De La Soul              |
| 2            | First Aid Kit           |
| 2            | Fleet Foxes             |
| 2            | Fleetwood Mac           |
| 2            | Guns N' Roses           |
| 2            | Huey Lewis and the News |
| 2            | Maroon 5                |
| 2            | Nirvana                 |
| 2            | Outkast                 |
| 2            | Scissor Sisters         |
| 2            | The Script              |
| 2            | The Strokes             |
| 2            | TLC                     |
| 2            | Twenty One Pilots       |

| Prêmios | Artista      |
| ------- | ------------ |
| 5       | U2           |
| 4       | Foo Fighters |
| 3       | R.E.M.       |
| 2       | Beyoncé      |